# Poul Harboe-Christensen
 Der er flere personer med dette navn, se Poul Christensen (flertydig).
 Der er flere personer med dette navn, se Harboe.
Poul Søltoft Harboe-Christensen, (16. januar 1879 i Odense - 26. marts 1907 i Manhattan County, New York) var en dansk forfatter og atlet, løber.

## Liv og karriere
Harboe-Christensen emigrerede til USA med sin mor Ane Christensen, da han var næsten to år gammel, og boede sin barndom i New York og blev amerikansk statsborger. Han kom tilbage til Danmark sidst i 1890'erne og bosatte sig i København, hvor han løb for Østerbro-klubben Københavns FF. Han vandt kun 19 år gammel den svenske Dicksonpokal i 1898 og bronze ved det danske mesterskab samme år på 1 engelsk mile på tiden 4:58,6. Samme år vandt han også uden for konkurrencen det norske mesterskab på 1500 meter på tiden 4:20,8.
En tid som aldrig blev anerkendt som dansk rekord trods at den var bedre end Axel Valdemar Hansens rekord på 4:35,0 sat samme år. Harboe-Christensens tid var også bedre en de tre anerkendte rekorder som Kjeld Nielsen, Randrup Lindholt og Carl Jensen satte. Harboe-Christensens tid blev først overgået i 1911 da Oluf Madsen løb på 4:19,4. Men Harboe-Christensen fik en plads i rekordbøgerne da han 1898 forbedrede klubkammeraten Peter Sørensens danske rekord på 2 engelske miles med 6,6 sekunder til 10:32.4, rekorden stod i to år til Peter Hansen, fra Odense GF forbedrede den.
Som forfatter brugte han navnet Paul Harboe. Han debuterede som forfatter 1900 med novellesamlingen In The Narrow Path og to år efter kom romanen The son of Magnus. Han skrev alle sine egne værker på engelsk og på forlag i New York, hvilket medførte at han gjorde flere rejser frem og tilbage over Atlanten. Han skrev også flere litterære artikler i tidskifterne The Bookman, The Outlook og Theatre Magazine. I 1904 mødte han den russisk (Łódź) fødte jødiske skuespillerinde Malka Feige “Florence Malvini” Ceitlin og de blev gift, men hun døde allerede 7. september 1905 efter at hun 14. august havde født deres datter, som bare overlevede nogle timer. Paul Harboe var på rejse i Europa da dødsfaldene hænde.
Kort efter blev han gift med den svenske skuespillerinde Gabrielle Tavaststjerna født Kindstrand (1868-1946) enke efter den finske forfatter Karl August Tavaststjerna. Efter hans død indgik hun 1900 ægteskab med Raymond de Veldegg, de blev skilt. Ægteskabet med Paul Harboe, var hendes tredje. Sammen skrev de Människornas vägar på svensk og udgav i 1905 bogen i Helsingfors. De bosatte sig en kort tid på Missionshotellet Hebron i Helgolandsgade 4 i København inden de flyttede til New York og bosatte sig i december 1905 på 52 West 12th Street i bydelen Greenwich Village på Manhattan , hvor han døde af en bristet blindtarm i marts 1907 kun 28 år gammel. Han var da netop blevet klar med sit sidste værk A Child's Story Of Hans Christian Andersen, en børnebog om den unge H.C. Andersens liv som blev udgivet efter Harboes død. Ved hans begravelse i New York blev ligtalen holdt af den hollandsk-amerikanske poet Leonard van Noppen. Gabrielle blev i Amerika i over ti år og gifte sig igen i 1910 med udgiveren i New York Horatio Shafe Kraus.

## Danske mesterskaber
- Bronze 1898 1 mile

## Personlige rekorder
- 1500 meter: 4:20,8 Skansemyren idrettsplass, Bergen, Norge 1898 (Bedste danske tid 1898-1911, men aldrig godkendt som dansk rekord)
- 1 engelsk mile: 4:54.4 Stockholm, Sverige 1998
- 2 engelske miles: 10:32.4 1898 (Dansk rekord 1998-1900)

### Svensk litteratur i engelsk oversættelse[16]
- "The Little Postilion" af Sophie Elkan
- "The Lion" af Per Hallström